# Dan Brouthers
Dennis Joseph Brouthers, detto Dan (Sylvan Lake, 8 maggio 1858 – East Orange, 2 agosto 1932), è stato un giocatore di baseball statunitense di ruolo prima base nella Major League Baseball (MLB). È stato inserito nella National Baseball Hall of Fame nel 1945.

## Carriera
Fu soprannominato "Big Dan" per la sua stazza (era alto 1,88 m e pesante 94 kg, molto per gli standard del XIX secolo). Riconosciuto come il primo grande battitore della storia del baseball e tra i migliori della sua epoca, detenne il record per il maggior numero di fuoricampo in carriera tra il 1887 e il 1889, terminando con 106, al quarto posto tra tutti gli atleti del XIX secolo. La sua media bombardieri di ,519 rimase un record della Major League per un giocatore con almeno 4 000 turni in battuta, finché fu sorpassata da Ty Cobb nel 1922. Al momento del primo ritiro (nel 1896), era al secondo posto di tutti i tempi in tripli (205) e terzo in punti battuti a casa (1 296) e valide.
Un battitore dominante nella prima fase della sua carriera, guidò (o fu tra i migliori) la lega nella maggior parte delle categorie offensive, inclusa la media in battuta, punti, punti battuti a casa (RBI) e valide. Guidò la lega in media in battuta cinque volte, il massimo del suo secolo e la sua media in carriera di ,342 è ancora la nona di tutti i tempi. Brouthers è uno dei soli 29 giocatori nella storia del baseball ad avere giocato gare nella Major League in quattro diversi decenni.

## Palmarès
- Miglior battitore della National League: 4

1882, 1883, 1889, 1892
- Leader della National League in fuoricampo: 2

1881, 1896
- Leader della National League in basi rubate: 2

1883, 1892